# Ansel Adams: dokumentární film
Ansel Adams: dokumentární film (anglicky Ansel Adams: A Documentary Film) je dokumentární a biografický film z roku 2002, který sleduje život amerického fotografa Ansela Adamse. Nejvíce se proslavil svými krajinářskými obrazy amerického západu. Film vypráví David Ogden Stiers a obsahuje hlasy Joshe Hamiltona, Barbary Feldonové a Eliho Wallacha. Vysílal jej distributor PBS jako součást seriálu American Experience.

## Produkce
Film obsahuje obrazy Adamsovy práce, čtení z jeho poznámek, archivní záběry a originální záběry krajin, které ho inspirovaly. Rozhovory se vedou také s Michaelem Adamsem a Annou Adamsovou Helmsovou (syn a dcera Ansela Adamse), dále ve snímku vystupují: Mary Street Alinderová, Carl Pope, Alex Ross, John Sexton, Jonathan Spaulding, Andrea Gray Stillman, William A. Turnage a John Szarkowski.
Režisér Ric Burns natáčel části filmu na stejných místech v krajině, které byly kulisou nejikoničtějších Adamsových snímků. Burns prohlásil: „abychom se dostali k jádru toho, co tak inspirovalo Ansela Adamse, doslova jsme šli v jeho stopách. Vynesli jsme fotoaparáty po strmých skalních stěnách a vydali se po klikatých stezkách, které vedly Ansela k jeho fotografickým odhalením. A dovedli nás k Anselovi."

## Přijetí kritiky
Laura Fries z Variety napsala: „Burns vytváří vizuálně fascinující retrospektivu Adamsovy kariéry... film zkoumá inspirace a záměry umělce, který překročil médium a stal se americkým lidovým hrdinou.“

## Ocenění
- Cena Alfreda I. duPont-Columbia Silver Baton 2001-2002
- Cena Emmy 2002[3]